# Матракион
Матра́кион (греч. Μαθράκιον) или Матра́ки (греч. Μαθράκι) — остров в Греции. Входит в острова Диапонтии-Ниси в составе Ионических островов. Расположен в 9 километрах к западу от Керкиры, к югу от Эрикусы и от Отони. Остров вытянут с севера на юг. На северо-востоке острова расположен песчаный пляж и порт. Входит в общину (дим) Центральная Керкира и Диапонтии-Ниси в периферийной единице Керкира в периферии Ионические острова. Площадь острова составляет 3,092 квадратного километра. Население 329 жителей по переписи 2011 года.

## Сообщество Матракион
В общинное сообщество Матракион входят шесть островов. Население 329 жителей по переписи 2011 года. Площадь 3,532 квадратного километра.
| Населённый пункт    | Население (2011), человек |
| ------------------- | ------------------------- |
| Дьякопо (остров)    | 0                         |
| Дьяпло (остров)     | 0                         |
| Матракион           | 329                       |
| Платия (остров)     | 0                         |
| Трахья (остров)     | 0                         |
| Псилос-Ена (остров) | 0                         |

## Население
| Год  | Население, человек |
| ---- | ------------------ |
| 1991 | 143                |
| 2001 | 186                |
| 2011 | ↗ 329              |